# Ministarstvo
Ministarstvo je specijalizirana organizacija vlasti za vođenje poslova državne uprave. Kao odgovorna osoba ministarstva je ministar koji upravlja radom i poslovima u okviru svog područja. Svi ministri čine Vladu kao nositelja izvršne vlasti, i najčešće su pod rukovodstvom premijera odnosno predsjednika Vlade.

## Primjeri

### Hrvatska
Svako ministarstvo Republike Hrvatske je središnje tijelo državne uprave zaduženo za točno određene poslove.

### Ujedinjeno Kraljevstvo
U Ujedinjenom Kraljevstvu, sve državne organizacije koje se sastoje od državnih službenika, a koji može ili ne mora biti na čelu vladinog ministra ili državnog tajnika, smatraju se kao odjeli.

## U popularnoj kulturi
Izraz "ministarstvo" također se naširoko koristi u satiri i parodiji:
- Ministarstvo magije u Harry Potter serijalu.
- Ministarstvo istine u romanu Tisuću devetsto osamdeset četvrta